# Kingdom Hearts coded
Kingdom Hearts coded (яп. キングダム ハーツ コーデッド Кингудаму Ха:цу Кодэддо) — экшн-РПГ с элементами головоломки, разработанная Square Enix для мобильных телефонов японского оператора DoCoMo. Kingdom Hearts coded является четвёртой игрой в серии игр Kingdom Hearts, а её события разворачиваются после Kingdom Hearts II. Сверчок Джимини находит в своём дневнике запись, которая появилась непонятно откуда. Король Микки преобразовывает журнал в киберпространство и с помощью цифровой копии Соры, главного героя серии Kingdom Hearts, пытается выяснить, откуда эта надпись и что она означает.
Игра состоит из девяти эпизодов, «нулевой» вышел 18 ноября 2008 года, эпизод 1 — 3 июня 2009 года. Остальные эпизоды выходили на протяжении 2009 года, и только последний, восьмой, стал доступным для загрузки 28 января 2010 года. Игра вышла только в Японии, однако в 2010 году был выпущен её ремейк для портативной игровой консоли Nintendo DS под названием Kingdom Hearts Re:coded, который в 2011 году был издан и на Западе.

## Игровой процесс

Сора (ソラ) сражается с в Перекрёстном Городе (トラヴァースタウン, торава:су таун)

Kingdom Hearts coded сочетает в себе элементы как экшн-РПГ, так и головоломки. Боевая система игры сходна с теми, что в предыдущих играх серии, однако в coded также присутствуют элементы платформера, а также множество мини-игр. Графика в игре трёхмерная, но персонажи выполнены в виде спрайтов. На некоторых этапах есть красно-чёрные блоки, которые называются «багами». Управляя главным героем Сорой, нужно уничтожать или перемещать эти блоки, чтобы продвигаться дальше по сюжету, зачастую на уничтожении блоков основаны многие головоломки на различных уровнях.

## Сюжет

### Игровая вселенная
Действие Kingdom Hearts coded происходит в Замке Дисней (яп. ディズニーキャッスル дидзуни: кяссуру, англ. Disney Castle) после событий Kingdom Hearts II. Большая часть сюжета происходит внутри виртуальной копии миров из первой Kingdom Hearts. Из диснеевских миров присутствуют Аграба (яп. アグラバー агураба:, англ. Agrabah) из «Аладдина», Олимпийский Колизей (яп. オリンポスコロシアム оримпосу коросиаму, англ. Olympus Coliseum) из «Геркулеса» и Страна чудес (яп. ワンダーランド ванда:рандо, англ. Wonderland) из «Алисы в Стране чудес». Из оригинальных миров есть Острова Судьбы (яп. デスティニーアイランド дэсутини: айрандо, англ. Destiny Islands), Перекрёстный город, Пустой Бастион (яп. ホロウバスティオン Хороу Басутион, англ. Hollow Bastion), а также Замок Забвения (яп. 忘却の城 бо:кяку но сиро, англ. Castle Oblivion) из Kingdom Hearts: Chain of Memories, являющийся последним миром
.

### Персонажи

Основные персонажи Kingdom Hearts coded. Снизу вверх слева направо: Король Микки, сверчок Джимини (под левым ухом у Микки), Дональд, Гуфи, Сора, Каири, Рику, незнакомец в чёрной мантии (Роксас)

Игрок управляет виртуальной копией Соры, созданного на основе записей из дневника сверчка Джимини. Так как антураж coded основан на первой игре серии, виртуальный Сора выглядит, как он выглядел в первой части. Важную роль играют виртуальные копии Рику (яп. リク, англ. Riku), Намине (яп. ナミネ наминэ, англ. Naminé) и Роксаса (яп. ロクサス Рокусасу, англ. Roxas). Как и в других играх серии, в данной игре присутствуют как диснеевские персонажи, так и персонажи серии Final Fantasy, что появлялись в первой игре серии. Из диснеевских немаловажны для сюжета Король Микки, Плуто, Дональд Дак, Гуфи и сверчок Джимини. Главными противниками в игре являются баги, которые искажают данные из дневника Джимини, и Бессердечный Соры, появлявшийся в первой игре, а также Малефисента и Пит.

### История
После событий Kingdom Hearts II сверчок Джимини перечитывает свой дневник, в котором он описывал всё, что случилось с Сорой в Kingdom Hearts, Kingdom Hearts: Chain of Memories и Kingdom Hearts II, и находит там запись, которую он не писал: «Мы должны вернуться и прекратить их страдания». Джимини рассказывает об этом Королю Микки, и тот преобразовывает данные из дневника, чтобы понять, что эта запись значит, но обнаруживает, что киберпространство, созданное на основе данных дневника, полно багов, принявших облик красно-чёрных блоков и Бессердечных. Король приказывает виртуальной копии Соры уничтожать баги и Бессердечных.
Пока виртуальный Сора выполняет задание, Микки, Джимини, Гуфи и Дональд попадают в киберпространство. Как выяснилось, это сделали неиспорченные данные дневника, которые приняли форму виртуального Рику, чтобы помочь виртуальному Соре очистить данные от багов. Герои узнают, что Малефисента и Пит также проникли в виртуальный мир. Они уничтожают Ключ-Клинок виртуального Соры и похищают виртуального Рику, но виртуальный Сора продолжает свою миссию при помощи Гуфи и Дональда. Пит натравляет на виртуального Сору виртуального Рику, заражённого багами, но Сора его побеждает. Тут он узнаёт, что это приведёт к тому, что данные дневника вернутся в первоначальное состояние и снова будут заражены багами, и воспоминания виртуального Соры будут стёрты. Процесс очистки от багов активирует баг, который и является причиной искажения данных в киберпространстве: он принимает облик Бессердечного Соры. Виртуальный сора уничтожает его до того момента, как теряет свои воспоминания, а виртуальный Рику перемещает Микки, Джимини, Гуфи и Дональда, а также Пита и Малефисенту обратно в реальный мир.
Когда дневник полностью очищен от багов, виртуальный Рику открывает героям доступ к виртуальному Замку Забвения, который связан непосредственно с загадочной записью. Король Микки посылает туда перезапущенного виртуального Сору, где тот сражается с виртуальной копией Роксаса. После победы над виртуальным Роксасом Сора проходит в конец Замка Забвения. Вместе с Королём Микки они встречают там виртуальную Намине. Как выясняется, это Намине оставила эту запись: когда она восстанавливала память Соры, она обнаружила его связь с тремя людьми, с Вентусом (яп. ヴェントゥス Вэнтусу, англ. Ventus), Аквой (яп. アクア Акуа, англ. Aqua) и Террой (яп. テラ Тэра, англ. Terra), а баги были побочным эффектом её вмешательства в дневник. Перед тем, как виртуальная Намине исчезает, она объясняет, что настоящий Сора должен их спасти. Король Микки возвращается в Замок Дисней и пишет Соре, Рику и Каири письмо, содержимое которого не было показано в Kingdom Hearts II. В нём он рассказывает о Вентусе, Акве и Терре, и о том, что они нуждаются в помощи Соры.
В секретной концовке из Re:coded Микки рассказывает о том, что он узнал Йену Сиду. Йен Сид рассуждает о том, где могут быть Вентус, Аква и Терра, а затем обсуждают уничтожение Ансема Искателя Тьмы (яп. 闇の探求者 アンセム ями но танкю:ся ансэму, Ansem, Seeker of Darkness) — Бессердечного Ксеханорта — и Ксемнаса (яп. ゼムナス Дзэмунасу, англ. Xemnas) — Несуществующего Ксеханорта. Йен Сид приходит к выводу, раз Бессердечный и Несуществующий Ксеханорта (яп. ゼアノート Дзэано:то, англ. Xehanort) уничтожены, то Мастер Ксеханорт возродился, а затем приказывает Микки найти Сору и Рику, чтобы они прошли экзамен на звание Мастера Ключ-Клинка.

## История разработки
В 2007 году Тэцуя Номура выразил интерес в разработке игры серии для портативной игровой консоли, и сообщил, что намерен изменить игровой процесс в данной игре. Автором изначальной концепции игры был Номура: он хотел, чтобы, играя в неё, фанаты чувствовали себя, «как на площадке для игр». Хадзимэ Табата, также руководивший разработкой этой игры, счёл, то изначальная концепция игры просто ужасна, но всё же интересна. Графика Kingdom Hearts coded была сделана трёхмерной, а персонажи — двухмерными: это было сделано специально, чтобы игра шла на многих телефонах, и, таким образом, могла бы получить успех за рубежом. Ранние скриншоты были широкоформатными, по мнению разработчиков, телефоны будущего будут именно такими.
Руководителями Kingdom Hearts coded были Тэцуя Номура и Хадзимэ Табата, при разработке игры Square Enix сотрудничала с Disney Internet Group. Coded была анонсирована одновременно с Kingdom Hearts Birth by Sleep и Kingdom Hearts 358/2 Days на игровой выставке Tokyo Game Show в сентябре 2007 года, где в кинотеатре, где было запрещено фотографировать, был показан первый трейлер. Другие трейлеры были показаны на Jump Festa 2008 в декабре 2007 года и на выставке DKΣ3713 в августе 2008 года. Новые трейлеры были показаны на Tokyo Game Show в октябре 2008 and и Jump Festa 2009 в декабре 2008 года, на них же была доступна демоверсия игры Ранние трейлеры показывали в основном игровой процесс coded, а более поздние сосредотачивались на сюжете.
Coded распространялась, будучи предустановленной на телефон японского оператора Docomo PRIME Series «P-01A». Так как многие мобильные игры бесплатны, Номура подумал, что стоит распространять данную игру иным путём, которого ещё не было в игровой индустрии, и, таким образом, занять свободную нишу.

## Re:coded
В мае 2010 года Фил Снайдер, озвучивающий сверчка Джимини после смерти Эдди Кэрролла, написал на своём официальном сайте, что он участвует в озвучивании ещё не анонсированной Kingdom Hearts Re:coded; пошли слухи, что должен выйти ремейк coded наподобие того, как Kingdom Hearts Re:Chain of Memories стала ремейком  Kingdom Hearts: Chain of Memories для PlayStation 2. Игра была анонсирована позже, на игровой выставке E3 2010, было объявлено, что ремейк выйдет на Nintendo DS. Её разработкой занималась компания h.a.n.d. совместно со Square Enix, и, в отличие от оригинала, Re:coded вышла за пределами Японии и содержит в себе все эпизоды оригинальной игры. Игровой процесс был полностью переработан, однако сюжет был оставлен нетронутым. Тем не менее, было добавлено больше сюжетных сцен, а также секретная концовка. Было добавлено много отсылок к грядущей Kingdom Hearts 3D: Dream Drop Distance. Элементы игрового процесса были позаимствованы из Kingdom Hearts 358/2 Days и Kingdom Hearts Birth by Sleep, а также из оригинальной coded.

## Отзывы и популярность
| Сводный рейтинг    | Сводный рейтинг |
| Агрегатор          | Оценка          |
| ------------------ | --------------- |
| GameRankings       | 70,18 %         |
| Metacritic         | 66/100          |
| Иноязычные издания |                 |
| Издание            | Оценка          |
| 1UP.com            | B+              |
| Famitsu            | 36/40           |
| Game Informer      | 6,75/10         |
| GameSpot           | 6,5/10          |
| IGN                | 8/10            |
| Nintendo Power     | 80 %            |
| ONM                | 79 %            |

До выхода coded 1UP.com одобрительно отзывался о графическом исполнении и масштабе данной игры, сочтя, что графика сравнима с той, что в играх для и PlayStation Portable, и подытожил, что coded является верным признаком превращения мобильных игр «в полноценные». В другом обзоре сайт отмечал, что игра заслуживает внимание игроков.
Так как оригинальная coded не вышла за пределами Японии, то достаточное освещение в западной игровой прессе получил только её ремейк. Re:coded получила неоднозначные отзывы, и её оценили хуже всех игр серии. Средний балл на Game Rankings составляет 70,18 %, и 66/200 на Metacritic. IGN дал игре оценку 8/10, одобрительно высказавшись о разнообразном игровом процессе и графике, но раскритиковав сюжет и его подачу в виде статичных изображений c текстовыми репликами. GameSpot оценил Re:coded в 6,5/10, утверждая, что скучный сюжет портит от неё впечатление, а также тот факт, что прохождение каждого мира слишком короткое, впрочем, положительно оценив боевую систему. Game Informer решил, что игра достойна 6,75/10, и прокомментировал что её можно пропустить, и глубина серии от неё не меняется. Official Nintendo Magazine сообщал, что игра напоминает 358/2 Days, и высказал мнение, что игра не так уж и плоха, особенно если учесть, что изначально она была на мобильный телефон. Критике подверглось управление камерой. 1UP.com высказал мнение, что данная игра привносит в игровой процесс Kingdom Hearts множество интересных нововведений, и счёл, что сюжет, даже по меркам серии, «смехотворен», впрочем, поставив игре оценку B+.